# Holt McCallany
Holt McCallany, nato Holt Quinn McAloney (New York, 3 settembre 1963), è un attore statunitense.

## Biografia
Nato dall'attrice e cantante Julie Wilson e dal produttore e attore Michael McAloney, inizia la scuola a Dublino, in Irlanda, prima che la sua famiglia ritornasse a New York, sua città natale; i suoi genitori divorziarono. A 14 anni inizia a frequentare Los Angeles e gli ambienti cinematografici. A diciotto anni, si trasferisce in Francia per studiare recitazione e teatro, per poi ritornare negli Stati Uniti. McCallany ha studiato francese alla Sorbona, arte all'Accademia Americana di Parigi e, in seguito, teatro all'École Marcel Marceau e all'École Jacques Lecoq.
Il suo primo incarico nel teatro professionale fu come attore apprendista al Great Lakes Shakespeare Festival di Cleveland, Ohio, lo stesso percorso di apprendistato seguito in passato da Tom Hanks, tra gli altri. Successivamente, tornò a New York e fu scelto come sottoscena nella produzione di Broadway di Biloxi Blues.
McCallany ottenne una serie di ruoli di supporto in film quali Casualties of War, Alien 3, Creepshow 2, The Search for One-eye Jimmy e Jade, oltre che nella miniserie televisiva Rough Riders.
Con Mindhunter, una serie televisiva uscita nel 2017 su Netflix, McCallany lavora con il regista e produttore David Fincher per la terza volta, dopo Alien³ (1992) e Fight Club (1999).

## Filmografia

### Cinema
- Creepshow 2, regia di Michael Gornick (1987)
- Un poliziotto in blue jeans (1988)
- After School (1988)
- Vittime di guerra (Casualties of War), regia di Brian De Palma (1989)
- Alien³, regia di David Fincher (1992)
- Amateur (1994)
- Alla ricerca di Jimmy (The Search for One-eye Jimmy), regia di Sam Henry Kass (1994)
- Flirt (New York-Berlino-Tokyo) (Flirt), regia di Hal Hartley (1995)
- Jade, regia di William Friedkin (1995)
- The Peacemaker, regia di Mimi Leder (1997)
- Three Kings, regia di David O. Russell (1999)
- Fight Club, regia di David Fincher (1999)
- Men of Honor - L'onore degli uomini (Men of Honor), regia di George Tillman Jr. (2000)
- Out of Line (2001)
- Below, regia di David Twohy (2002)
- Against the Ropes, regia di Charles S. Dutton (2004)
- The Kingdom of Ultimate Power (2005)
- Alpha Dog, regia di Nick Cassavetes (2006)
- La setta delle tenebre (Rise: Blood Hunter), regia di Sebastian Gutierrez (2007)
- Prospettive di un delitto (Vantage Point), regia di Pete Travis (2008)
- Vote and Die: Liszt for President (2008)
- A Perfect Getaway - Una perfetta via di fuga (A Perfect Getaway), regia di David Twohy (2009)
- Stolen - Rapiti (Stolen Lives), regia di Anders Anderson (2009)
- The Losers, regia di Sylvain White (2010)
- Hijacked (2012)
- Jimmy Bobo - Bullet to the Head (Bullet to the Head), regia di Walter Hill (2012)
- Gangster Squad, regia di Ruben Fleischer (2013)
- Crush (2013)
- The Ganzfeld Haunting (2014)
- White Space (2014)
- Run All Night - Una notte per sopravvivere (Run All Night), regia di Jaume Collet-Serra (2014)
- Blackhat, regia di Michael Mann (2015)
- The Perfect Guy, regia di David M. Rosenthal (2015)
- Jack Reacher - Punto di non ritorno (Jack Reacher: Never Go Back), regia di Edward Zwick (2016)
- Sully, regia di Clint Eastwood (2016)
- Monster Trucks, regia di Chris Wedge (2017)
- La fratellanza (Shot Caller), regia di Ric Roman Waugh (2017)
- Justice League, regia di Zack Snyder e Joss Whedon (2017)
- Le dindon - Il tacchino (Le dindon), regia di Jalil Lespert (2019)
- La furia di un uomo - Wrath of Man (Wrath of Man), regia di Guy Ritchie (2021)
- L'uomo dei ghiacci - The Ice Road (The Ice Road), regia di Jonathan Hensleigh (2021)
- La fiera delle illusioni - Nightmare Alley (Nightmare Alley), regia di Guillermo del Toro (2021)
- The Warrior: The Iron Claw (The Iron Claw), regia di Sean Durkin (2023)
- Operazione vendetta (The Amateur), regia di James Hawes (2025)
- Mission: Impossible - The Final Reckoning, regia di Christopher McQuarrie (2025)

### Televisione
- Zelda - film TV (1993)
- Tyson - film TV (1995)
- Tecumseh: The Last Warrior - film TV (1995)
- Rough Riders - miniserie TV (1997)
- The Advocate's Devil - film TV (1997)
- Law & Order - I due volti della giustizia - 2 episodi (1994-1999)
- Kiss Tomorrow Goodbye - film TV (2000)
- Freedom - serie TV, 12 episodi (2000-2001)
- L.A. County 187 - film TV (2003)
- Detective Monk (Monk) – serie TV, episodio 2x11 (2004)
- CSI: Miami - serie TV, 11 episodi (2003-2005)
- Underfunded - film TV (2006)
- Medium - serie TV, 1 episodio (2007)
- Criminal Minds - serie TV, 1 episodio (2007)
- The Academy - serie TV, 1 episodio (2007)
- Heroes - serie TV, 4 episodi (2007)
- Law & Order: Criminal Intent - serie TV, 2 episodi (2007-2008)
- CSI - Scena del crimine - serie TV, 1 episodio (2008)
- Bound by a Secret - film TV (2009)
- Burn Notice - Duro a morire - serie TV, 1 episodio (2009)
- Night and Day - film TV (2010)
- Fuori dal ring (Lights Out) - serie TV, 14 episodi (2011)
- Animal Precinct - serie TV, documentari (2002-2011) - voce
- Nick the Doorman - film TV (2012)
- Law & Order - Unità vittime speciali (Law & Order - Special Victims Unit) - serie TV, 2 episodi (2006-2012)
- Golden Boy - serie TV, 13 episodi (2013)
- Blue Bloods - serie TV, 5 episodi (2014-2015)
- Mindhunter - serie TV, 19 episodi (2017-2019)
- Fondazione (Foundation) – serie TV, episodi 2x01-2x02 (2023)
- Avvocato di difesa - The Lincoln Lawyer (The Lincoln Lawyer) – serie TV, 8 episodi (2024)
- The Waterfront – serie TV, 8 episodi (2025)

## Doppiatori italiani
Nelle versioni in italiano delle opere in cui ha recitato, Holt McCallany è stato doppiato da:
- Alberto Angrisano in Out of Line, Burn Notice - Duro a morire, Crush, Run All Night - Una notte per sopravvivere, Blackhat, The Warrior: The Iron Claw
- Roberto Draghetti in Below, The Losers, Jimmy Bobo - Bullet to the Head, Blue Bloods
- Stefano Thermes in Jack Reacher - Punto di non ritorno, La fiera delle illusioni - Nightmare Alley, Operazione vendetta
- Andrea Ward in Law & Order - I due volti della giustizia, Law & Order: Criminal Intent (ep. 7x01)
- Alessandro Rossi in Three Kings, CSI: Miami (st. 3)
- Enrico Di Troia in Detective Monk, Criminal Minds
- Massimo Bitossi in Gangster Squad, Golden Boy
- Pasquale Anselmo in Mental, The Waterfront
- Carlo Valli in Creepshow 2
- Giorgio Borghetti in Alla ricerca di Jimmy
- Maurizio Romano in Jade
- Carlo Marini in CSI: Miami (st. 1-2)
- Paolo Sesana in Law & Order: Criminal Intent (ep. 7x11)
- Carlo Scipioni in Monster Trucks
- Stefano Benassi in Mindhunter
- Stefano De Sando in CSI - Scena del crimine
- Andrea Lavagnino in Sully
- Paolo Marchese in La fratellanza
- Alessandro Messina in Justice League
- Saverio Indrio in Greenland
- Alessio Cigliano ne L'uomo dei ghiacci - The Ice Road
- Simone Mori in La furia di un uomo - Wrath of Man
- Fabrizio Russotto in Avvocato di difesa - The Lincoln Lawyer
- Fabrizio Pucci in Mission: Impossible - The Final Reckoning